# Małyszówka (rejon wołożyński)
Małyszówka – dawny folwark. Tereny, na których była położona, leżą obecnie na Białorusi, w obwodzie mińskim, w obwodzie mińskim, w rejonie wołożyńskim, w sielsowiecie Raków.

## Historia
W czasach zaborów osada w powiecie mińskim, w guberni mińskiej Imperium Rosyjskiego.
W latach 1921–1945 osada młyńska a następnie folwark leżał w Polsce, w województwie wileńskim, w powiecie stołpeckim, a od 1927 w powiecie mołodeckim, w gminie Raków.
Według Powszechnego Spisu Ludności z 1921 roku zamieszkiwało tu 7 osób, wszystkie były wyznania rzymskokatolickiego i zadeklarowały polską przynależność narodową. Był tu 1 budynek mieszkalny. W 1931 w 2 domach zamieszkiwało 16 osób.
Wierni należeli do parafii prawosławnej w Rakowie. Miejscowość podlegała pod Sąd Grodzki w Rakowie i Okręgowy w Wilnie; właściwy urząd pocztowy mieścił się w Rakowie.